# Sora (Kingdom Hearts)
Sora - fikcyjna postać i jeden z głównych bohaterów serii gier Kingdom Hearts. Pierwszy raz pojawił się w części pierwszej wydanej w 2002 roku na PlayStation 2, gdzie jest przedstawiony jako młody, zabawny, odważny i rozbrykany nastolatek.
Postać Sory została w całości zaprojektowana przez Tetsuyę Nomurę podczas dyskusji Disneya ze Square Enix o tym, kto ma być głównym bohaterem. Nomura stwierdził, że Sora to jego ulubiona postać ze wszystkich które zaprojektował. We wszystkich grach, Sorze głosu w amerykańskiej wersji użycza aktor Haley Joel Osment, a w wersji japońskiej Miyu Irino. Małoletniemu Sorze w Kingdom Hearts: Birth by Sleep głosu użyczają Luke Manriquez i Takuto Yoshinaga. Postać Sory uzyskała pozytywne oceny od recenzentów.